# Pensées pour moi-même
 (avril 2020).
Si vous disposez d'ouvrages ou d'articles de référence ou si vous connaissez des sites web de qualité traitant du thème abordé ici, merci de compléter l'article en donnant les références utiles à sa vérifiabilité et en les liant à la section « Notes et références ».

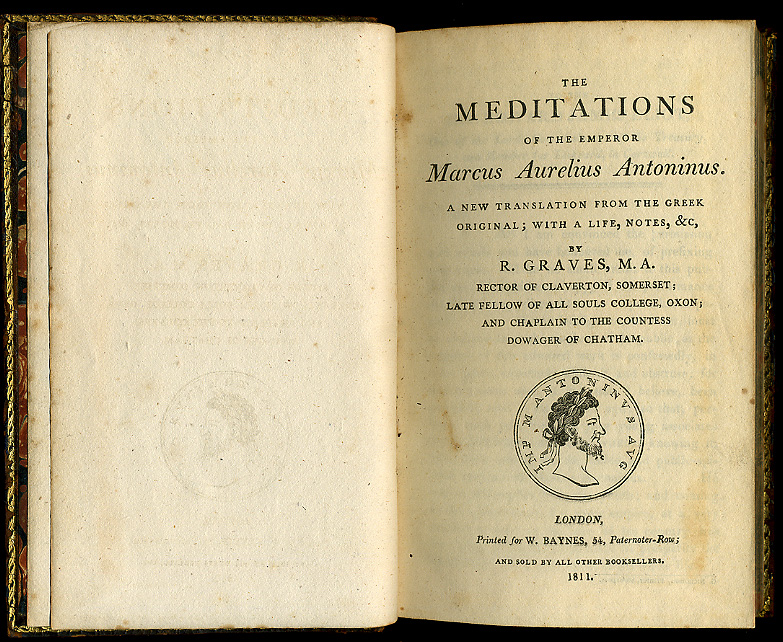
Page de titre des Pensées, dans une traduction anglaise de R. Graves, 1811.

Les Pensées pour moi-même (en grec ancien : Τὰ εἰς ἑαυτόν, Ta eis heauton, littéralement « Les [choses] pour soi-même »), souvent simplement intitulé Pensées, est le titre d'une série de réflexions divisées en douze livres, rédigées en grec entre 170 et 180 par l'empereur Marc Aurèle qui régna de 161 à 180 apr. J.-C., et écrites au moins partiellement pendant ses campagnes militaires. Les Pensées n'étaient au départ qu'un journal, ne devant ni être publié ni révélé au public mais au contraire être détruit à la mort de l'auteur. Comme il n'est pas destiné à être lu par quiconque sauf son auteur, le texte est adressé à Marc Aurèle lui-même. L'empereur s'y adresse de nombreux reproches, réexpose périodiquement les mêmes idées et se donne des exercices afin d'une part de ne pas céder aux multiples tentations et facilités auxquelles il est exposé, d'autre part de persévérer dans la voie de la philosophie qu'il reconnaît comme la seule mesure de la valeur d'un homme.
Rédigées dans un style simple et froid, les Pensées sont une suite d'aphorismes et de courtes réflexions portant sur le devoir, la mort et la conduite du sage face aux erreurs et à la méchanceté des Hommes. Marc Aurèle, lui-même philosophe stoïcien développe la tradition d'Épictète selon laquelle tout homme a le profond devoir de ne pas s'inquiéter de ce qui ne dépend pas de lui, c'est-à-dire les biens matériels, les honneurs, l'opinion des gens, mais doit en contrepartie se rendre parfaitement maître de ses émotions, avis, opinions et jugements, seules choses dont il possède une parfaite maîtrise.
Par rapport à celle de son « prédécesseur », Épictète, la philosophie de Marc Aurèle est fortement orientée sur la notion de devoir et de responsabilité, notions importantes pour un empereur régnant sur un empire à son apogée mais souffrant de révoltes chroniques et de corruption. L'auteur se remémore sans cesse la nécessité de ne pas éprouver de colère et de haine à l'intention des mauvaises personnes et de ne pas laisser le mépris ou la honte l'atteindre, mais de se conformer à son devoir et à la justice pour être un exemple d'homme droit et ainsi tenter de corriger son entourage plutôt que de le punir. Les Pensées contiennent également de nombreuses allusions à la corruption de la cour impériale et à la nécessité, malgré cet environnement, de ne pas se détourner de la voie de la philosophie.

## Histoire du texte

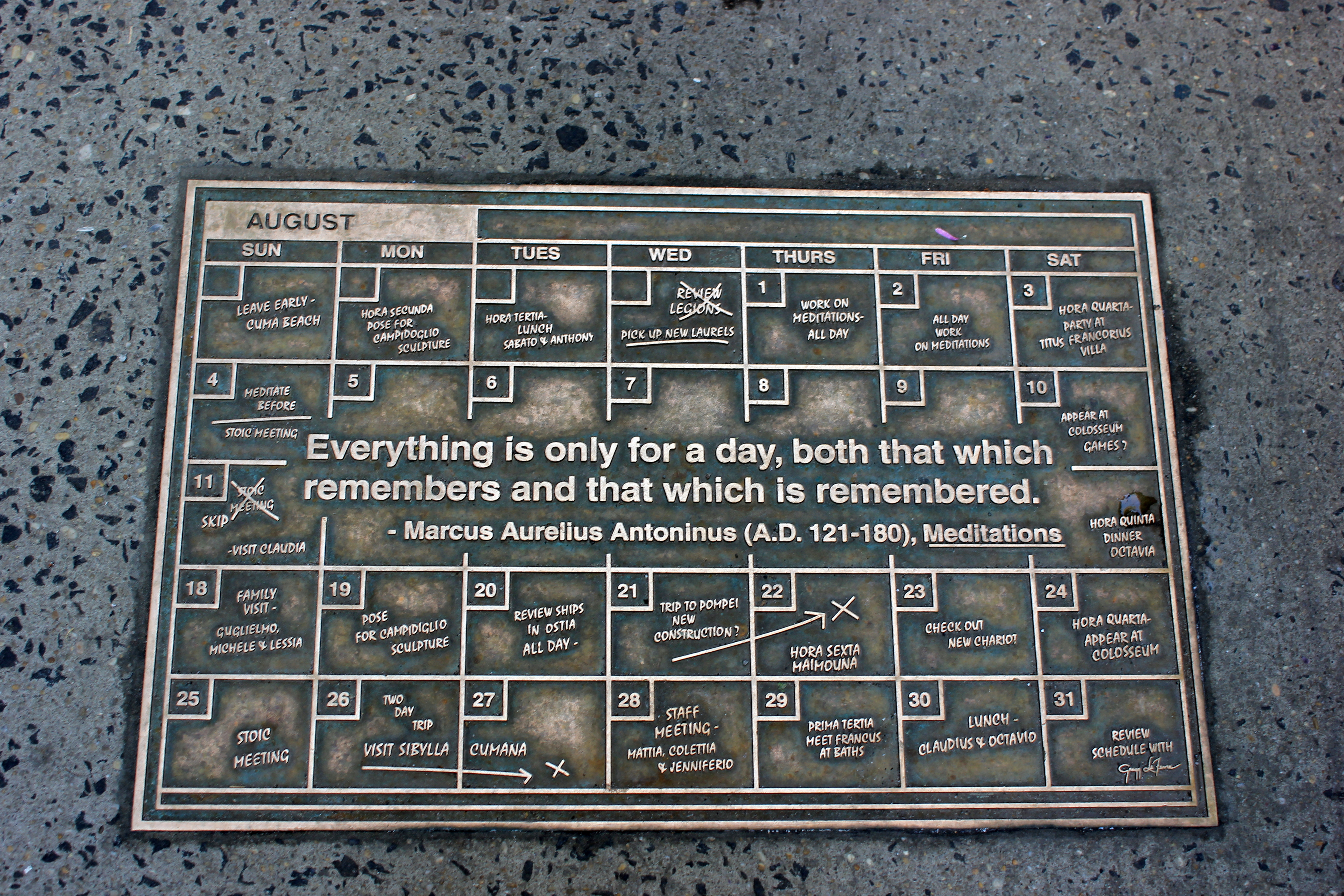
Plaque de bronze sur la Library Way à New York

### Manuscrits et éditions
Le texte des Pensées a été entièrement préservé grâce à deux manuscrits seulement. Le premier est le codex du XVIe siècle Vaticanus Graecus 1950;  le second est le codex Toxitanus (T), qui a reçu son nom du poète Michael Toxites (forme latinisée de Michael Schütz) qui, probablement en avril 1556, a donné le manuscrit à l'humaniste Conrad Gessner, selon la dédicace placée avant le texte — également nommé Palatinus (P) par ses éditeurs — et qui aujourd'hui a disparu. C'est ce dernier dont s'est servi Guilielmus Xylander pour sa traduction en latin de l'original grec, et imprimée, qui constitue l'édition princeps, imprimée à Zurich en 1559 par Andreas Gesner.

### Titre
L'édition de Pierre Hadot publiée par les Belles Lettres s'intitule Écrits pour lui-même. P. Hadot argue que le titre Pensées ne figure pas dans les manuscrits et chez les éditeurs anciens, qu'il n'est donc pas authentique. En outre, l'utilisation du mot « Pensées » peut induire une confusion avec l'œuvre homonyme de Pascal, qui n'est pas une œuvre achevée mais la réunion sous un même titre de fragments dispersés.

## Les Pensées pour soi-même

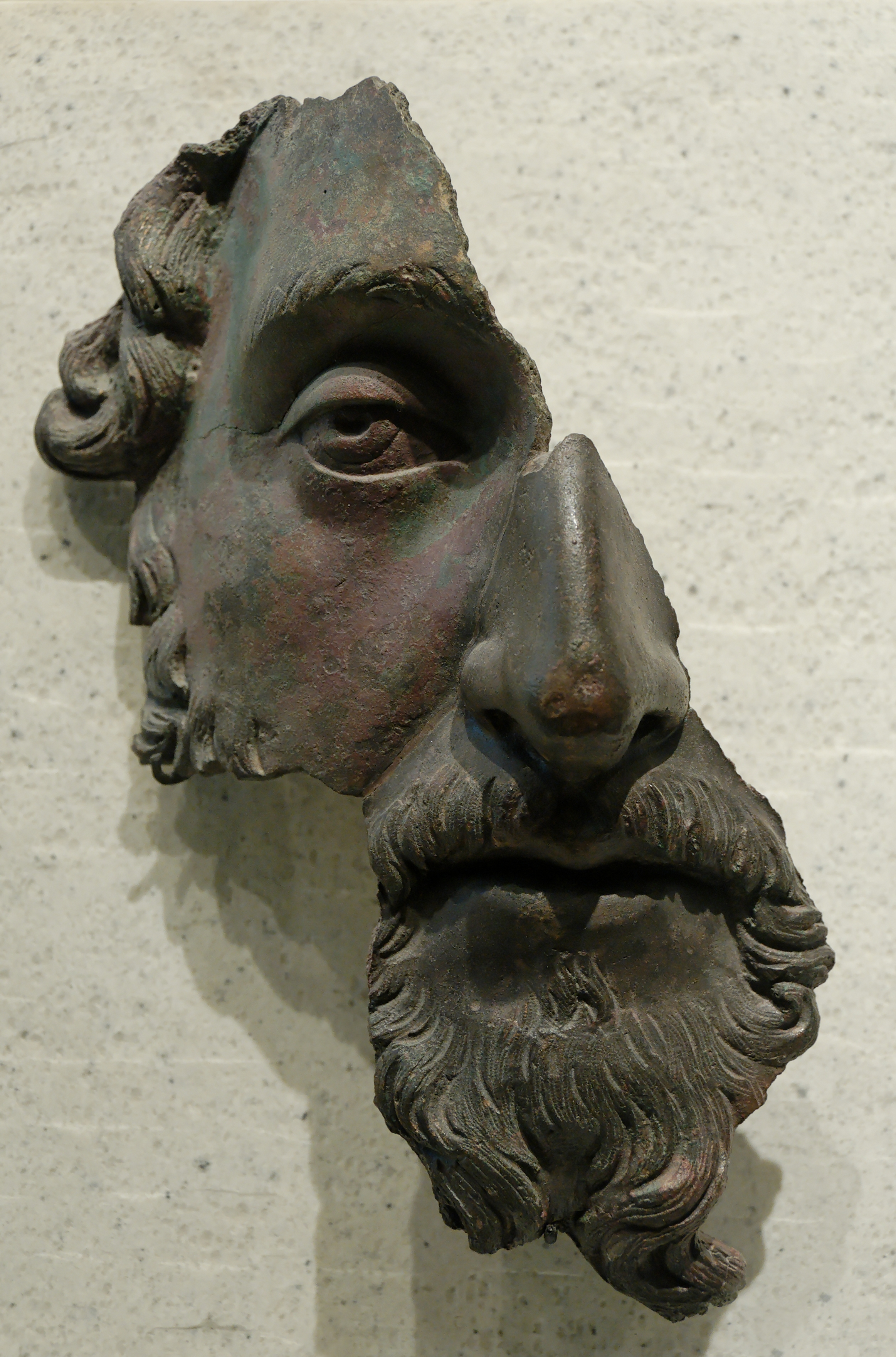
Marc Aurèle, fragment d'un bronze conservé au Louvre (170 ap. J.-C.)

Le titre que l'on trouve dans la tradition manuscrite est Ta eis heauton, c'est-à-dire « À lui-même » (ou en développant : « Les choses à soi-même ». Cette traduction littérale, transformée plus tard en Pensées pour moi-même, soulève d’emblée une question : que signifie dialoguer avec soi-même ? 
 « Si tu supprimes ton opinion sur ce qui semble t’affliger, tu te places toi-même dans la position la plus inébranlable. – Qui, toi-même ? La raison – Mais je ne suis pas que raison. » Si quelque chose en toi vient à souffrir…. Le danger est que la raison elle-même souffre, elle ne doit pas se chagriner elle-même, le moi empirique peut jouer son rôle, être affecté, mais le moi rationnel ne doit pas être entraîné dans la souffrance (8, 40 du Manuel d'Épictète). Épictète recommandait de non seulement comprendre les principes de la philosophie selon une appréhension intellectuelle, mais également de se perfectionner par un exercice de lecture. La langue grecque entre en résonance avec le choix initial du mode de vie philosophique de Marc-Aurèle. Sentences, forme dialoguée, discussions philosophiques, exhortations, évocation de modèles.
Les pensées se font hypomnemata (ὑπομνήματα), Mémoires d’un homme d’État, soutien de la mémoire par l’écriture, une mémoire-habitude et non seulement une mémoire conservatrice. Il s’agit d’écrire uniquement pour s’influencer soi-même, se concentrer sur les principes de vie essentiels : « ces pensées te suffisent, elles sont pour toi des principes (dogmata, δόγματα ». Par ailleurs, les pensées sont traversées par la perspective de la mort imminente. Face à une série de crises, il y a trois dogmes : premièrement, contrôler son discours intérieur, ensuite ne faire que ce qui rend service à la communauté humaine et enfin accepter les évènements que nous apporte le cours de la nature du Tout, qui s’inscrivent dans une totalité rationnelle. Chaque évènement y est l’effet nécessaire d’une disposition régie par une intelligence universelle. Il y a donc trois niveaux dans l’existence: personnel, social, et cosmologique. Notre propre expérience n’y est cependant pas référentielle, elle est purement locale, optique, et n’a pas d’enjeu ontologique fondamental comme dans la pensée moderne. Selon le postulat de Pierre Hadot, nous n’assistons pas à l’effusion spontanée d’une âme mais à un exercice accompli selon des règles définies. Cela suppose un canevas préexistant sur lequel l’empereur-philosophe pourrait poser son propre motif.
Marc-Aurèle est donc tributaire d’une structure discursive et s’inscrit dans un mode de vie philosophique. Il y a dans les pensées une conscience morale guidant une vie avec une pureté d’intentions, la seule volonté de faire le bien. Il y a également une conscience intellectuelle, comprenant la réfutation de l’illusion, de l’erreur car il est capital de bien juger les choses et les évènements. Enfin, il y a une conscience cosmique, c’est-à-dire un placement permanent dans la perspective du tout. De ce triptyque de consciences naissent trois modes qui ont comme but fondamental de se réconcilier avec la nature logos suivant les trois modes : une raison intérieure à l’individu (règle de pensée), raison intérieure à la communauté humaine et enfin la raison intérieure au cosmos. Ainsi de manière évidente : « Εn tous lieux et sans cesse, il dépend de toi d’être pleinement satisfait de l’occurrence présente, se comporter selon la justice avec les hommes présents, de fixer ton attention afin qu’il ne se glisse rien d’incompréhensible. » Amour du destin, justice et amour des hommes et vérité de la pensée, voici le triptyque qui habite l’ensemble du recueil et montre une philosophie qui s’étend jusqu’au mode de vie. L’intériorisation des conflits dans la conscience théorique marquent une sortie de la conscience historique et une renonciation à l’effectivité. L’évènement n’y a qu’une valeur optique, et non ontologique. Ce schème est emprunté à Épictète et montre bien que Marc-Aurèle s’inscrit dans une tradition philosophique.

### Résumé par livre
L’ouvrage de Marc-Aurèle intitulé a posteriori Pensées pour moi-même est divisé en douze parties et se présente sous forme d’aphorismes ou de paragraphes plus ou moins longs mais discontinus. Il ne s’agit pas d’un ouvrage unifié avec une progression théorique linéaire. Les Pensées n’ont pas valeur de journal intime mais plutôt de manuel, d’une sorte de livre de bord de vie philosophique. Marc-Aurèle y soliloque pour se remémorer les règles de vie à suivre pour progresser vers la sérénité et discipliner ses actions.
Le livre I rend hommage aux hommes qui ont marqué Marc-Aurèle: ses parents, ses maîtres. Il y énumère ce qu'il doit à chacun de ses aïeux, de ses parents, amis, éducateurs, et érige en modèle les exemples qu'ils lui ont donnés. C’est le seul livre qui contienne des allusions biographiques ; il a donc été probablement écrit en dernier.
Les livres II et III mentionnent « chez les Quades, près du Gran » et « à Carnuntum » (Τὰ ἐν Καρνούντῳ) (une base militaire située le long du fleuve du Danube), et ils ont sans doute été écrits vers la fin de sa vie, probablement en 172-173. Ces deux livres sont centrés autour du thème de la mort : « Il faut accomplir chaque action de la vie comme si c’était la dernière ». La mort y est une possibilité perpétuelle et marque l’urgence d’une réforme personnelle. Le sentiment du vieillissement, du temps qui passe sont le point de départ d’une urgence d’agir avec le sens du bien commun, en harmonie avec la nature et les autres, sans effroi devant la mort conçue comme un mal de nature à compromettre l’harmonie du monde et la qualité éthique de la vie.  
Il y a une progression du livre II au livre III avec l'introduction du thème de l’intelligence de la nature ou providence, la pronoia πρόνοια, l’intelligence téléologique capable de prévoir. Marc-Aurèle y aborde tout d’abord son finalisme, qui fait du corps humain une partie du monde, et de son âme une partie du législateur, puis les trois exercices légués par Épictète, dont la faculté de se faire une opinion : hupolepsis, ὑπόληψις. Marc-Aurèle développe l’idée de l’art d’habiter avec les autres, un art qui au-delà de la simple sociabilité, explore la possibilité d’une communauté cohérente, stable et obéissant aux dieux après un jugement qui y reconnaît la sagesse du Tout (prévention, précipitation). L’obéissance n’est pas l’obéissance par conformisme mais selon la nature, kata physin, κατὰ φύσιν, par sens de la cohérence, (par opposition à para physin, παρὰ φύσιν, contre elle). La finalité est de vivre selon la nature, c’est-à-dire la vertu, c’est-à-dire vivre selon l’expérience des évènements qui arrivent selon la nature, car notre nature est une partie  de l’univers, en accord avec la nature universelle et individuelle.
Le livre IV contient des méditations sur la mort et la brièveté de la vie dont est souligné le caractère éphémère, loin d’une méditation plus sereine, un climat protreptique similaire à celui des Lettres à Lucilius, dans un travail où apparait l’antagonisme entre la vie d’apparence et la vie de sagesse. Le chapitre III propose une méthode de méditation, route vers la quiétude comme ordre parfait. La méthode est la méditation de doctrine associée à la nécessité de mémorisation de préceptes ou d’argumentations comme la disjonction, argumentation par disjonction entre les atomes et la providence. Le providentialisme et l’atomisme deviennent, par ce procédé, convergents par leurs conséquences non théoriques mais éthiques. Il ne s’agit donc pas de construire et défendre une thèse mais de mettre en présence des arguments opposés et indépendants qui renforce la thèse initiale.
Le livre V commence par une pensée matinale qui donne le ton du livre, bien que ce livre-ci soit plutôt abstrait en ce qu’il traite de la vie personnelle et de la vie selon la nature[pas clair], vie pensée comme concept plutôt que comme environnement concret. Les thèmes abordés sont le principe cosmologique de cause active et de matière passive avec un passage sur l’éternel retour.
Le livre VI permet d’avoir une vue d’ensemble du stoïcisme de Marc-Aurèle. Il y reprend et prolonge les dogmes stoïciens formulés dans l’œuvre d’Épictète. Le premier dogme introduit l’idée qu’il n’y a de bien et de mal que le bien et le mal moral qui se situent dans la volonté de l’homme, dans ce qui dépend de lui. Le reste, ce qui ne dépend pas de nous, n’est ni bien, ni mal. Le deuxième dogme c’est qu’il y a dans l’univers un « principe directeur » : la Raison universelle qui produit les êtres et les évènements selon un plan rigoureusement rationnel.  Elle induit en l’homme un principe directeur : la raison, qui donne à l’homme la possibilité d’être tel qu’il veut. De là découlent des règles de vie dans les trois grands domaines de l’existence humaine : ce que l’homme fait, subit et pense. Ce qu’il subit c’est tout ce qui ne dépend pas de lui. Ce qu’il doit faire, c’est tout ce qui dépend de lui. Ce qu’il pense, ce sont les représentations de la réalité et les jugements de valeur qu’il dépend de lui de porter. De ces trois domaines de la vie humaine découlent des règles de vie. Dans le domaine de vie de la pensée, il faut dénuder les événements et les choses de leur fausse valeur et ne pas juger ce qui ne dépend pas de nous. Dans le domaine de la vie de l’action, il faut traiter autrui avec un véritable amour et de la bienveillance ainsi que bien agir dans la société. Enfin, dans le domaine de vie de ce que l'on subit, il faut accepter les évènements que la Raison universelle nous a attribués comme destin.
Le livre VII est une plaque tournante entre deux livres où deux thèmes dominent : la nature avec le précepte de la patience et celui d’agir avec droiture avec les autres êtres humains.
Le livre VIII propose des attentes de la vie, raisonnables et comporte une dimension plus autobiographique, dont le chapitre XXVII qui concerne l’entrelacement de la place d’empereur de Marc-Aurèle..
Les livres IX, X et XI présentent des chapitres courts et des reprises. L’importance de la physique est un thème abordé dans le livre IX. Le livre XI quant à lui, fait des capitules à mémoriser.
Enfin, le livre XII propose une récapitulation du thème « où la grâce est, là est la paix ».

## Principaux thèmes

### La discipline du jugement
« Si tu souffres à propos de quelque chose d’extérieur, ce n’est pas cette chose qui te trouble, mais ton jugement sur elle ; il dépend de toi de le faire disparaître. » (Pensées VIII, 47). La pensée de Marc-Aurèle s’inscrit dans le stoïcisme et prolonge l’idée que nos passions et nos émotions sont dues aux jugements que nous portons sur les choses. Il y a premièrement ce que nous entendons puis ce que nous percevons. Mais, à la première représentation objective  nous ajoutons un jugement de valeur. C’est ce jugement qu’il faut apprendre à discipliner. Ce qui ne dépend pas de nous ne nous appartient pas et nous n’avons donc pas le droit de poser de jugement moral dessus. Pour Marc-Aurèle, il faut se détacher par des exercices spirituels des émotions et décrire la chose telle qu’elle est, sans jugement de valeur.

### Amour du destin
Cette formule chère à Nietzsche est un des grands thèmes de Marc-Aurèle : « Le propre d’un homme bon est d’aimer et d’accueillir avec joie ce qui lui arrive. » (III, 16, 3) La pensée de Marc-Aurèle y dessine le monde comme un Tout dont toutes les parties sont en harmonie les unes avec les autres. Dès lors, même si le destin peut avoir des conséquences cruelles, celles-ci sont nécessaires à l’harmonie du Tout. Accepter le destin, c’est accepter d’être partie du Tout, et aimer l’œuvre de la nature.

## Bienfaits reçus des hommes
Il s'agit ici d'un exposé des dettes spirituelles de Marc-Aurèle, de sorte qu’une connivence est créée dans ce dévoilement de doutes qui n’est d’ordinaire pas l’apanage des maîtres stoïciens qui en prennent la posture. La « bonté coutumière » traduit le kaloéthès, καλοήθης dans le cadre d’une morale de la honte, par opposition à une morale de la culpabilité selon la distinction de Dodds.
On peut ici, relever deux références. La première se trouve dans le Manuel d’Epictète : « Celui qui m’insulte devient pareillement mon camarade d’entraînement, il m’entraîne à être patient, à ne pas me mettre en colère, à montrer de la douceur ». La deuxième est d' Aristote qui s’oppose à cette idée de l’absence de colère qui devient alors un défaut puisqu’on pourrait être taxé d’impassibilité dont la douceur tient le milieu par rapport à l’irascible dans les circonstances aristotéliciennes.
Puisqu’il est seulement question de « celui qui [l’] a engendré », le père est demeuré une fonction, une mémoire, et non une personne.
Exemple de virilité p. 44 (MA II, 5 ; III, 5), fermeté, force d’âme dans une conception morale de la virilité, de sorte que dans les Entretiens d’Épictète, Achille ou Alexandre ne perdent qu’avec leur perte de réserve[Quoi ?].
On observe par ailleurs une dialectique des vertus qui se corrigent, se compensent, s’équilibrent. La religion, la piété est une attitude générale de respect qui concerne autant les dieux que la famille.
Il y a des dépenses, qui même dans leur largesse, sont nécessaires, comme le fait remarquer Marc-Aurèle au sujet de l’éducation. Il y a donc une exception au principe de frugalité.

## Apprentissage de la philosophie
Au nom d’une certaine civilitas, l’empereur se devait de participer aux jeux. Parmulariens et scutariens[Quoi ?] s’y affrontaient dans un spectacle morbide, décrit dans la lettre à Lucilius 95 § 33, homo sacra res homini (l’homme, chose sacrée pour l’homme), « on l’égorge de nos jours et par passe-temps ». Derrière la polémique démesurée on distingue une uniformité de sorte que la distance face aux passions du spectacle sanglant devient un schème existentiel. Les calomnies sont des propos qui divisent les hommes, alors que le philosophe se veut symbolè (sustine et abstine).
Dans le livre I, la découverte de la philosophie se fait non seulement par l’enseignement de Diognète lui-même avec qui il y aurait l’écriture de dialogues mais aussi avec d’autres maîtres comme Quintus Junius Rusticus, un homme dévoué à l’Empereur. Pour Diognète, il s’agissait des traits extérieurs de la philosophie, alors que Rusticus en propose le sens, dans une forme d’itinéraire philosophique.
Pourquoi ne pas écrire de traités ? Un traité est un ensemble de principes théoriques (dogmata), abstraits, qui ne s’articule pas avec une pratique concrète d’un point de vue stoïcien. (Manuel 46) « En aucun lieu ne te dis toi-même philosophe » « ne te répands pas en discours sur les principes, mais fais ce qui découle des principes ».
Trois genres philosophiques sont à distinguer : le genre « réfutatif » ou propre à convaincre, elenktikos (ἐλεγκτικός) pour dénoncer les erreurs ; protreptique ou exhortatif, pour encourager à la pratique de la vertu (exhortatif) ; et le genre didactique, didaskalikos, (διδασκαλικός) qui enseigne les principes théoriques, genre dit épidictique pour l’éloquence d’apparat. Marc-Aurèle recommande lui-même de ne pas faire parade de son obéissance à la raison : « évite de faire le César » (VI, 30, 1).
Apollonios de Chalcédoine, philosophe stoïcien, enseigne la liberté par rapport aux passions et aux choses qui ne dépendent pas de nous. Marc-Aurèle remarque sa qualité pédagogique de patience face aux moments d’errements et ses explications claires et concises.
Sextus de Chéronée, philosophe stoïcien et neveu de Plutarque, lui enseigne le bon gouvernement et « l'art de s'accommoder à toutes espèces de gens ».
Alors que d’autres enseignent le discours persuasif, la fonction d’Alexandre le Grammairien est plus technique et modeste. Il apprend de lui une certaine méthode pédagogique face à l’erreur. Au lieu d’humilier les élèves, le maître cesse de corriger par un langage moral. La relation pédagogique implique donc de se livrer à une réduction qui implique de se dépouiller des rapports psychologiques, du danger du mépris, de l’ironie, dont l’art du pédagogue doit se prémunir. Alexandre crée par ailleurs une forme de fiction pédagogique, comme le préconisait Rousseau, dans des réponses qui glissent la correction de l’erreur sans reprendre à proprement parler, sans répression de l’erreur, dans une correction insensible. Au lieu de faire usage de la culpabilité de la faute et de montrer les opérations, l’éducation se fait implicite, de sorte que les élèves apprennent à son contact sans s’être aperçus qu’ils apprenaient, sans mettre à nu tous les mécanismes du discours. Comme il  y a une ruse de l’histoire, il y aurait une ruse de la raison pédagogique, loin de l’ "obsession parménidienne " , obsession de l’analyse, gestion psychanalytique. Au contraire, il y aurait là une pratique démocratique du savoir que le « commun débat », dans une interactivité de la construction du savoir, le comportement linguistique réglé atteint par un débat sur le fond pour corriger la forme.
Cornélius Fronton, homo novus, est professeur de rhétorique. Il enseigne comment défendre l’indéfendable, défendre le pour et le contre, mais ce ne sont pas ces leçons que Marc-Aurèle retient de Fronton, dans la mesure où sa vie philosophique lui a fait prendre ses distances avec les présupposés de l’exercice rhétorique, loin du côté ludique et artificiel de la rhétorique au discours. Fronton déplore le manque de qualité sociale de la bourgeoisie romaine, d’après son regard étranger de Numide, phrygien[Quoi ?].
L’excuse du temps, le devoir envers les proches, l’usage du temps sont les thèmes exploités dans son traité sur la brièveté de la vie d’Alexandre le Platonicien. Le temps soustrait à la nécessité, dans une mise en scène de l’urgence alors que le loisir est un courage de vouloir le rien. Celui qui n’a pas le temps n’a, au fond, pas de méthode, comme quelqu’un qui a à épeler un mot et oublie des lettres dans l’urgence. Le monde, Dieu, les compagnons d’existence, voilà ceux auxquels on doit penser.
Cinna Catullus enseigne à Marc-Aurèle que la relation amicale elle-même prévaut sur les contenus, que l’amitié est plus importante que la vérité, contrairement à ce que disait Aristote au sujet de Platon.
Auprès de Claudius Severus, Marc-Aurèle fait l’apprentissage de la philosophie péripatéticienne. L'amour de la famille, de la vérité et de la justice, l'amour des proches, l'expérience concrète associée à des concepts y sont des thèmes centraux: la vérité et la justice ne seraient donc rien en dehors d’une relation pratique avec nos semblables

## Livre II
Le livre II consiste en une exhortation argumentée à ne pas se comporter en adversaire avec les autres hommes. Cette exhortation est accompagnée d’une réflexion sur les causes des difficultés des relations. Le livre II contient deux axes : le mouvement des hommes contre ses semblables et le dépassement de cette adversité par un mouvement du moi éthique. Il y a un effet de synthèse dialectique final, un enjeu de désamorçage de la dialectique de l’adversité. Le mouvement profond du texte consiste en ces deux formes de l’adversité: celle subie et celle initiée au dépassement de l’adversité par le replacement de ces relations dans la nature universelle.
L'entrée en matière du Livre II se fait dans le cadre de la vie philosophique et de l’exercice quotidien de la sagesse. Le sage s’adresse à lui-même comme à son propre disciple, et anticipe, va au-devant de la journée, des situations en leur donnant une règle, voire un principe.
La déclinaison des difficultés relationnelles est illustrée par Marc-Aurèle par des figures archétypiques où l’adversité est de l’ordre de l’intrusion, de l’ingérence importune ou de ceux qui font preuve d’hybris ou d’indifférence. La typologie est ici une progression allant de l’adversité implicite à l’adversité déclarée. L’hostilité sournoise du fourbe lui succède , plus blessante encore, dans sa trahison, jusqu’à l’insociable, figure-limite de la sociabilité dans la privation de relation, « exilé » de celui « qui se tient éloigné de la raison sociale ».
Il n’est donc pas question de probabilité mais de cause d’une advenue tenue pour inévitable. Tous ces défauts sont arrivés à ces hommes (sumbebekos, συμβεβηκός, l’accident distinct de la substance), de sorte qu’ils les affectent du dehors sans les déterminer. L’étiologie de la méchanceté distingue les hommes, l’humanité dans son essence de la méchanceté accidentelle de ces hommes, du fait de leur « ignorance des biens et des maux ». Ignorance rapportée aussi bien aux choses bonnes qu’aux choses mauvaises.
Les ressources du moi éthique devant cette situation sont la connaissance du bien et du mal, et la mise en perspective du méchant par rapport à la nature. Le mal n’est pas ici question d’esthétisme, mais de nature morale et ne sont pas des en-soi. Ils qualifient une action humaine digne d’être approuvée de tous : une belle conduite est estimable de chacun. Le sage recourt donc à l’anthropologie métaphysique, la parenté avec le divin qui rend la méchanceté inefficiente sur le moi éthique, puisque la communauté génétique avec le méchant transcendant les situations empiriques. La dimension biologique de ce lien n’est pas seulement matérielle, mais est aussi une intelligence commune et une participation au divin.
Cette méchanceté adventice ne peut nuire au moi éthique, mais seulement au moi empirique, qui doit les rencontrer sans les affronter. Le véritable mal serait que cette méchanceté l’atteigne dans sa nature : « Aucun être humain ne peut me nuire », ce qui prend à revers la thèse contemporaine selon laquelle le plus grand mal est celui qu’un homme fait à un autre.
Après l’adversité subie vient la réaction du moi par rapport à cette adversité, la tentation de l’adversité commise.  Il y a une analogie du corps et des membres, du tout et de la partie « car nous sommes nés pour coopérer » ce qui renvoie  à une (commune finalité, téléologie), commune nature (essence, ontologie) et commune origine (divin, généalogie).

## Postérité

### Les raisons d'un succès
Pierre Hadot souligne que depuis l'édition princeps en 1558 à Zürich, les Pensées n'ont pas cessé de fasciner ses lecteurs. Il relève ailleurs que le succès de l'ouvrage à travers le temps est dû essentiellement à deux éléments. D'une part, « son universalité »: par un effort constant, l'auteur cherche à éviter les pièges des préjugés liés à un point de vue individuel et égoïste, et à se placer dans la perspective du cosmos et de la raison universelle. D'autre part, « son extraordinaire force d'expression »: l'empereur met la rhétorique au service de l'expression de sa pensée, suivant en cela son maître Fronton. Il cherche les formules et les figures les plus frappantes. Il réussit ainsi, par sa langue, à « frapp[er] au cœur » (selon sa propre expression).

### Influence en psychologie
Selon Jean Cottraux, Les Pensées pour moi-même ont apporté un éclairage signifiant dans le domaine des thérapies cognitives et comportementales modernes. Il déclare: « Marc Aurèle est considéré comme l'ancêtre des thérapies cognitives et comportementales, qui visent à comprendre sur le plan théorique et à traiter des pathologies comme l'anxiété, les obsessions et les phobies, la dépression ou encore les troubles de la personnalité ».
À ses yeux, le fragment 47 du Livre VIII joue un rôle central dans ce type d'approche : « Si tu souffres à propos de quelque chose d'extérieur, ce n'est pas cette chose qui te trouble mais ton jugement sur elle ». Ce passage rappelle en effet le principe fondateur de la psychologie cognitive qui consiste en l'affirmation que la réalité est une construction.
Dans le même domaine, un autre précepte du stoïcien sert de fondement : selon Marc-Aurèle, il est nécessaire que l'action ait une « clause de réserve », ce qui signifie que l'on doit être conscient de l'existence des obstacles qu'on ne peut résoudre, et donc ils ne doivent pas nous rendre malheureux, puisqu'ils ne dépendent pas de nous. En psychologie positive, lorsqu'un individu ne trouve pas le succès, il peut expliquer cela au travers d'attributions internes ou externes. S'il attribue l'échec à des causes internes, il en endosse l'entière responsabilité. Si, au contraire, il trouve des causes externes à cet échec, l'échec en devient circonstanciel, autrement dit il est dû à un obstacle qui ne dépend pas du moi. La psychologie cognitive montre ainsi que la dépression frappe plus souvent la première catégorie de sujets, et la thérapie tend donc à corriger cette perception afin d'ouvrir la voie à la résilience et l'acceptation de ce qui ne dépend pas de nous.

### Traductions
- Les Stoïciens (textes traduits par Émile Bréhier, édités sous la direction de Pierre-Maxime Schuhl), Paris, Gallimard, coll. « Bibliothèque de la Pléiade », 1962, 1504 p. (ISBN 978-2-070-10541-0)
- Soliloques (trad. et notes accompagnées d'une étude sur "Marc-Aurèle, le stoïcisme et le christianisme" et de documents annexes par Léon-Louis Grateloup), Paris, Le Livre de poche, coll. « Classiques de poche », 1998, 286 p. (ISBN 978-2-253-06731-3)
- Pensées pour soi (trad. par Catherine Dalimier), Paris, Flammarion, coll. « GF », 2018, 320 p. (ISBN 978-2-081-37512-3).
- (en) Meditations (trad. Martin Hammond; Introduction by Diskin Clay), Penguin Classics, 2006, L, 254 (ISBN 978-0-140-44933-4).

### Articles
- (en) Matteo Ceporina, « The Meditations », dans Marcel Van Ackeren (Ed.), A Companion to Marcus Aurelius, Oxford, Wiley-Blackwell, 2012, 582 p. (ISBN 978-1-405-19285-9), p. 45-61
- Cyrille Crépey, « Marc Aurèle et Justin Martyr : deux discours sur la raison », Revue d’histoire et de philosophie religieuses, vol. 89e année, no 1,‎ janvier-mars 2009, p. 51-77 (lire en ligne, consulté le 6 avril 2020)
- Pascale Fleury, « Les discours pour soi et sur soi dans l’Antiquité : les pratiques de l’intime dans les Pensées et les lettres de Marc Aurèle et chez quelques prédécesseurs », Études littéraires, vol. 48, nos 1-2,‎ 2019, p. 19-32 (lire en ligne, consulté le 6 avril 2020).
- Pierre Hadot, « Les Pensées de Marc Aurèle », Bulletin de l’Association Guillaume Budé, no 2,‎ 1981, p. 183-191 (lire en ligne, consulté le 6 avril 2020). .
- Nicolas Levi, « Sénèque et Marc-Aurèle : l’intrusion du doute face à la providence ? », Vita Latina, no 176,‎ 2007, p. 39-49 (lire en ligne, consulté le 6 avril 2020)
- Gustave Loisel, « L’ouvrage de Marc-Aurèle de la mort de l’empereur à nos jours », Bulletin de l’Association Guillaume Budé, no 15,‎ avril 1927, p. 18-27 (lire en ligne, consulté le 6 avril 2020)
- Jeannine Siat, « La pratique du discernement chez Marc Aurèle », Bulletin de l’Association Guillaume Budé, no 2,‎ juin 1997, p. 138-147 (lire en ligne, consulté le 6 avril 2020).

### Ouvrages
- Jean-Baptiste Gourinat, Le Stoïcisme, Paris, PUF, coll. « Que sais-je ? », 2007
- Pierre Grimal, Marc Aurèle, Paris, Fayard, 1991
- Pierre Hadot, Exercices spirituels et philosophie antique, Paris, Études augustiniennes, 1987 (réimpr. 2002, Albin Michel), 254 p. (ISBN 2-851-21079-3), p. 119-172.
- Pierre Hadot, Introduction aux Pensées de Marc Aurèle. La Citadelle intérieure, Paris, Le Livre de poche, 2005 (1re éd. 1992, Fayard), 576 p. (ISBN 978-2-253-11210-5).
- Pierre Hadot, Écrits pour lui-même, t. I: Introduction générale et Livre I, Paris, Belles Lettres, 1998, CCXXV + 94 (ISBN 978-2-251-00472-3).
- Pamela Ramos, La véritable histoire de Marc-Aurèle, Paris, Les Belles Lettres, 2009, 178 p. (ISBN 978-2-251-04004-2)anthologie de textes de témoins et d'historiens antiques.
- Pierre Vesperini, Droiture et mélancolie. Sur les écrits de Marc Aurèle, Lagrasse, Verdier, 2016, 186 p. (ISBN 978-2-864-32864-3)